# Гайнан (Звёздный путь)
Гайнан (англ. Guinan) — повторяющийся персонаж, который появляется в американском научно-фантастическом телесериале «Звездный путь: Следующее поколение» и в фильмах «Звездный путь: Поколения» и «Звездный путь: Возмездие». Её роль сыграла американская актриса Вупи Голдберг. Гайнан является барменом в салоне «Ten-Forward» на корабле USS Enterprise-D.
Персонаж впервые появляется во вступительном эпизоде второго сезона «Дитя» и фигурирует в течение следующих четырёх сезонов сериала. В основном она работает в баре «Ten-Forward», который был добавлен после воссоздания большинства декораций после первого сезона. Персонаж — пришелец (из расы эль-аурианцев, имеющих «особые отношения со временем», чья раса была практически полностью уничтожена борг), которому несколько сотен лет, известный своей мудростью, которую она часто использует, чтобы разрядить сложные ситуации или утешить других персонажей на борту корабля, когда они испытывают какие-либо трудности.
В январе 2020 года на ток-шоу The View Вупи Голдберг приняла личное приглашение от Патрика Стюарта, который предложил ей вновь исполнить роль Гайнан во втором сезоне сериала «Звёздный путь: Пикар», нового сериала с персонажами «Звёздного пути: Следующее поколение».

## История

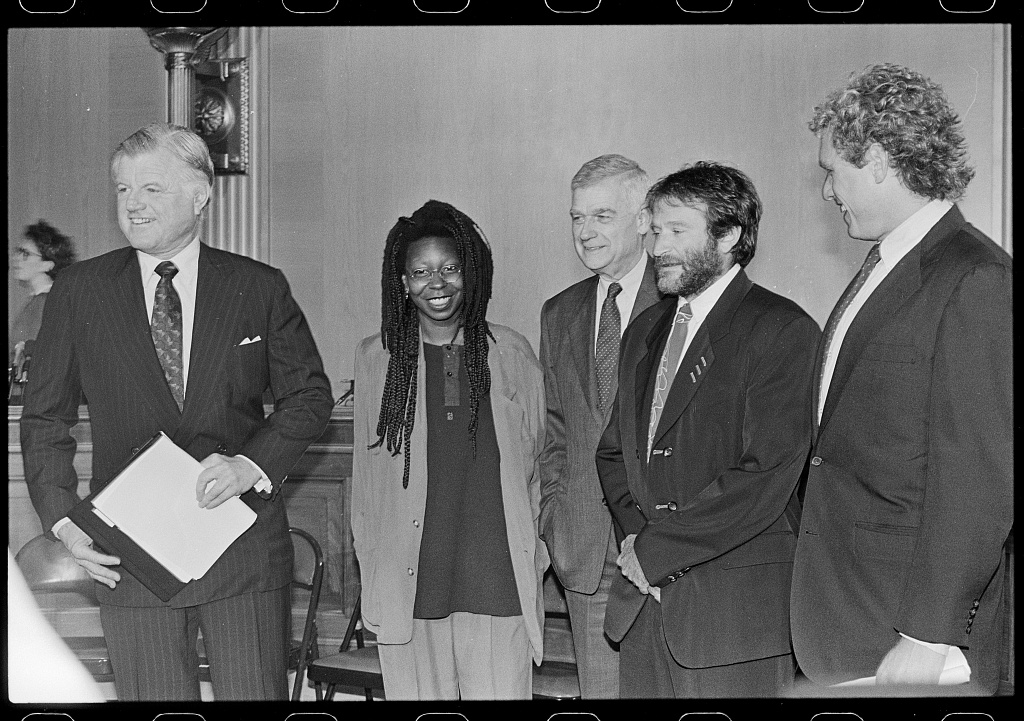
Актриса Вупи Голдберг с сенатором Тедом Кеннеди, представителем Джозефом Кеннеди II и соратником Робином Уильямсом в 1990 году.

После ухода актрисы Дениз Кросби (Таша Яр) во время первого сезона «Звездного пути: Следующее поколение» известная актриса Вупи Голдберг решила, что сериалу может понадобиться новый женский персонаж. Она являлась фанатом «Звездного пути» на протяжении всей жизни и стала актрисой, вдохновившись появлением Нишель Николс в роли Ухуры в «Оригинальном сериале». Позже Голдберг вспоминала, что она впервые увидела эпизод сериала, когда ей было девять лет, и после того, как Ухура появилась на экране, она побежала по дому, крича: «Иди сюда, мама, все, идите быстрее, скорее, здесь чёрная леди на телевидении, и она не горничная!». Голдберг обратилась к своему другу, актёру Левару Бертону, который сыграл Джорди Ла Форжа в «Следующем поколении», но продюсеры сериала игнорировали её, полагая, что их разыгрывают, пока Вупи Голдберг сама не позвонила в производственный офис. Однако исполнительный продюсер Рик Берман позже вспомнил, что звонок сделал менеджер Голдберг, пригласив его и создателя сериала Джина Родденберри на обед с Голдберг, чтобы обсудить её появление в сериале.
В то время уже планировалось добавить в сериал бар. Названный «Ten-Forward», он был создан для того, чтобы возможность показать, как члены экипажа «USS Enterprise-D» общаются друг с другом, а также с другими инопланетянами, в менее формальной, светской обстановке. Во время обеда с Берманом и Родденберри, Голдберг объяснила, что «Звездный путь» был единственным известным ей футуристическим научно-фантастическим сериалом того времени, в котором в основных ролях были люди чёрной расы. Она поинтересовалась, наняли ли они нового доктора после увольнения Гейтс Макфадден с роли Беверли Крашер. Они решили, что этот вариант не сработает, поэтому Родденберри и Берман предложили создать нового персонажа специально для Вупи Голдберг. Голдберг была не в состоянии появляться в качестве постоянного члена актёрского состава, что соответствовало планам продюсеров на «Ten-Forward», поскольку они не ожидали, что бар появится в каждом эпизоде.
Характер Гайнан был основан на Мэри Луизе Сесилии «Texas» Гайнан, которая во время сухого закона была ведущей и владельцем «Клуба 300» в Нью-Йорке. В то время как имя было утверждено, характеристика персонажа была изменена на таинственного мистика, наподобие Йоды из франчайза «Звездные войны». Джин Родденберри, создатель «Звездного пути», представлял персонаж Гайнан «чрезвычайно старым», что заставило Голдберг предположить, что она может быть предком некоторых других персонажей сериала. Джин Родденберри также описывал оригинальный сериал, называя его космическим вестерном (см. также серию «Множество Дейт»).
Когда Голдберг впервые появилась в роли Гайнан в эпизоде «Дитя», она была в титрах в качестве «Специально приглашённой звезды» вместе с Дианой Малдур, которая появлялась на протяжении всего второго сезона как Доктор Кэтрин Пуласки. Эпизоды с Гайнан в конечном итоге стали планироваться заранее на протяжении всего сериала, чтобы совпасть с будущими появлениями Голдберг, которая в то время продолжала появляться в фильмах и других работах. Так, в серии «Воображаемый друг» Гайнан была введена в последний момент, после того, как Голдберг неожиданно стала доступной для съёмок. Её реплики в этом эпизоде были изначально предназначены для других персонажей.
В какой-то момент в «Следующем поколении» планировалось представить сына Гайнан, но этого не произошло. Идея вновь рассматривалась во время написания эпизода сериала «Звездный путь: Глубокий космос девять» в девятом эпизоде «Конкуренты» с персонажем Мартуса Мазура, изначально задуманным как сын Гайнан. После того, как Вупи Голдберг не смогла появиться в качестве приглашенной звезды, связь между персонажами была вычеркнута из сценария.

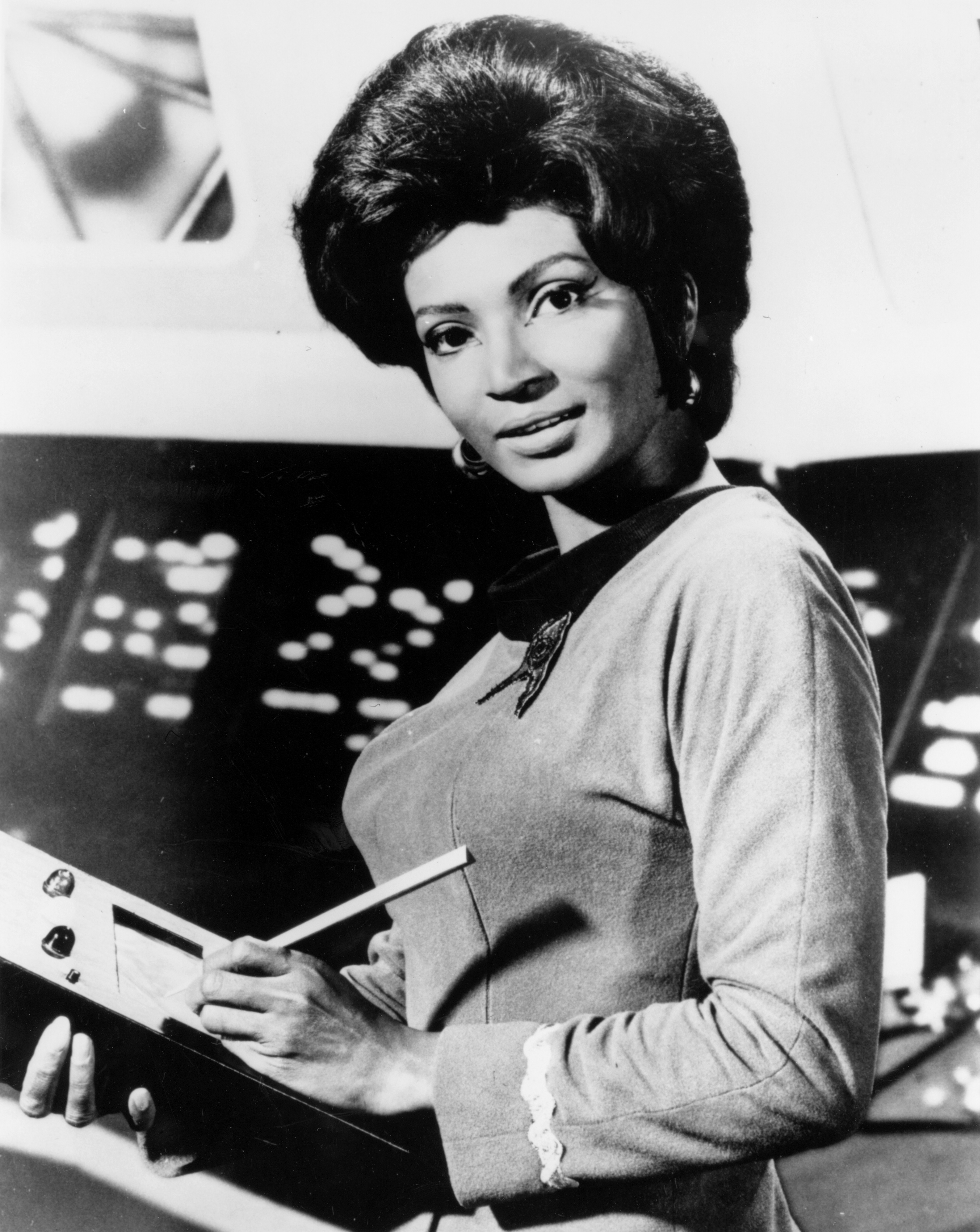
Нишель Николс в роли Ухуры вдохновила Вупи Голдберг стать актрисой

Голдберг постепенно стала неразрывно ассоциироваться с франшизой «Звездный путь» и считаться личным другом Джина Родденберри, впоследствии она стала одной из тех, кто произносил речь на его похоронах в 1991 году. Во время производства фильма «Звёздный путь VI: Неоткрытая страна» она встречалась с режиссёром Николасом Мейером, чтобы обсудить свое появление в роли клингона в фильме, на что было наложено вето актёром Леонардом Нимоем, который взял на себя инициативу по подготовке фильма. Поскольку Кристиан Слейтер уже должен был появиться в фильме, он не хотел, чтобы фильм был перегружен звёздами. Позже она описывала Гайнан как комбинацию Йоды, самой себя и Андрея Сахарова, добавив, что она «сейчас, как мать и бабушка, более благодарна Звездному пути», и описав перспективу «Звездного пути» как «Мы все должны верить в хорошее, позитивное будущее».
Вупи Голдберг заявила на первой посещённой ей конвенции «Звёздного пути» (в 2016 году) что она хочет вернуться к франшизе и могла бы появиться в сериале «Звёздный путь: Дискавери» в будущем, так как персонаж был специально разработан, чтобы иметь возможность появляться в любом временном промежутке. Возвращающаяся комбинация актёр-персонаж известна во франшизе Звездный путь, а также популярна: дилогия «Объединение» с участием Леонарда Нимоя в роли Спока во второй части имела самые высокие рейтинги Нильсена (15.4) того сезона и самые высокие для Следующего поколения, за исключением пилотного и финального эпизодов (см. также кроссоверы Звездный путь). Во время выступления 22 января 2020 года в ток-шоу The View, одним из ведущих которого является Вупи Голдберг, актёр и сценарист Патрик Стюарт предложил реализовать желание Голдберг, пригласив её сыграть роль Гайнан во втором сезоне сериала «Звездный путь: Пикар».

### Фильмы
Было решено задействовать Вупи Голдберг в первом художественном фильме по мотивам «Следующего поколения», «Звездный путь: Поколения». Отчасти это произошло из-за того, что она была гораздо более известна широкой публике, чем большинство главных актёров, поскольку получила премию Оскар за лучшую женскую роль второго плана на 63-й церемонии «Оскар» в 1991 году («Привидение»). В фильме персонаж впервые называется Эль-Аурианкой. Прибыв в первый день съемок «Поколений», Голдберг начала осматривать съёмочную площадку в поисках Нишель Николс, поскольку ожидала, что актриса будет сниматься в фильме — кроссовере между «Оригинальным сериалом» и «Следующим поколением». Позже Уолтер Кёниг сообщил, что Голдберг была огорчена, поскольку она знала, что фанаты хотят увидеть совместную сцену с Гайнан и Ухурой. Николс не появилась в «Поколениях».

## Производство
Согласно книге Эрика А. Стиллвелла «The Making of Yesterday’s Enterprise», продюсер Рик Берман был «чрезвычайно чувствителен» к тому, кто взаимодействовал с Вупи на съемочной площадке. В одном случае, когда соавтор «Yesterday’s Enterprise» разговаривал с Вупи, Берман узнал об этом и сказал, что не хочет такого рода взаимодействия.

## Появления

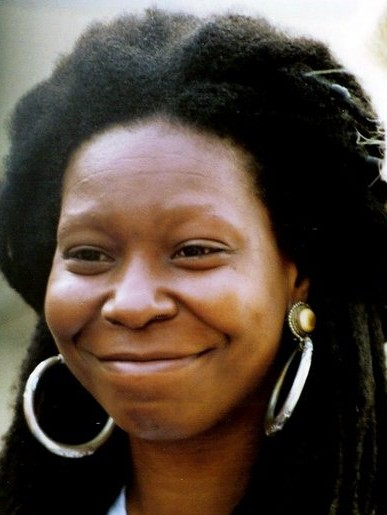
Вупи на Каннском кинофестивале в 1992 году

В серии «Сорванцы» младшую личность Гайнан играет Айзис Кармен Джонс, которая также играла персонажа Вупи в детстве в фильме «Действуй, сестра!» (1992). Гайнан работает в «Ten-Forward» и является одним из друзей Жан-Люка Пикара, и они часто говорят о проблемах, с которыми сталкивается корабль.
Гайнан впервые появилась во первой серии второго сезона «Дитя», вышедшей 21 ноября 1988. В течение эпизода она советует Уэсли Крашеру (Уил Уитон), должен ли он покинуть корабль, чтобы присоединиться к своей матери, когда она перешла в медицинскую службу Звездного Флота на Земле. В этом эпизоде она упоминает о первой встрече с капитаном Жан-Люком Пикаром (Патрик Стюарт), когда она вошла на борт «Энтерпрайза-D», что позже в сериале будет проигнорировано и отменено. Она снова появлялась во втором сезоне, в том числе в эпизоде «Этот возмутительный Окона», где она советует Дейте использовать Голопалубу, чтобы помочь ему лучше понять комедию, и снова в эпизоде, в центре которого был Дейта — «Критерий человека», а также «Дофин», где она и коммандер Уильям Райкер (Джонатан Фрейкс) пытаются объяснить флирт Уэсли Крашеру.
Первое раскрытие роли Гайнан не как бармена, а кого-то большего, появилось позже в том же сезоне в эпизоде «Кто такой Кью». После того, как Кью (Джон де Ланси) отправляет «Энтерпрайз-D» сквозь галактику, заставляя их столкнуться с борг, Кью показывает, что он знает Гайнан по прошлым встречам, и предполагает, что её могли в прошлом знать под другими именами. Кью пытается убрать Гайнан с «Энтерпрайза», но она оказывает ему сопротивление, подразумевая, что она обладает силой сражаться с ним или, по крайней мере, защитить себя. Она также сообщает Пикару о том, что борг привели её вид к исчезновению более чем столетие назад. Она возвращается втором эпизоде третьего сезона, «Эволюция», в котором она объясняет, что у неё много детей, и позже в этом сезоне в серии «Капкан», где она показывает, что считает головы лысых мужчин привлекательными. Она снова сталкивается лицом к лицу с Кью в серии «Опять Кью». Гайнан занимает центральное место в сюжете серии «Вчерашний Энтерпрайз», когда временная шкала меняется после того, как USS Enterprise-C появляется из пространственного разрыва. Гайнан — единственный член экипажа, который знает, что что-то изменилось, и считает, что лейтенант Таша Яр (Дениз Кросби) не должна находиться на корабле. Временная шкала восстанавливается, когда Enterprise-C снова входит в разрыв.
Гайнан появляется в первой части дилогии «Лучший из двух миров», где она и капитан Пикар размышляют над тактикой защиты корабля от корабля боргов, рассматривая потенциальный конец человеческой цивилизации. Гайнан уверяет Пикара, что, основываясь на её опыте с борг, «человечество выживет», даже если горстка людей будет жить, чтобы «сохранить дух живым». Гайнан также играет роль во втором эпизоде дилогии, начавшем четвёртый сезон. Она консультирует коммандера Уильяма Райкера в его затруднительном положении при борьбе с ассимилированным борг Пикаром. Она говорит ему, что её отношения с капитаном «выходят за рамки дружбы и семьи». Она появляется в следующем эпизоде, в котором рассказывается о переживаниях Пикара в серии «Семья». В серии «Потеря» Гайнан советует советнику Диане Трой (Марина Сиртис), когда та теряет свои эмпатические чувства, что её навыки консультанта остались при ней. Гайнан присоединяется к Пикару в его программе для голопалубы про Диксона Хилла в эпизоде «Ключи». Её другие появления в сезоне включают «Дитя Галактики», «Ужасы ночи», где она показывает, что держит винтовку за стойкой, в серии «В теории», и в первой части дилогии «Искупление», где она набирает больше очков, чем начальник службы безопасности клингон Ворф (Майкл Дорн) на полигоне на голопалубе.
Её первое появление в пятом сезоне происходит в первом эпизоде, во второй части дилогии «Искупление». В серии «Энсин Ро» она заводит дружбу с энсином Ро Ларен (Мишель Форбс), которая будет продолжаться пока персонажи появляются в сериале. В серии «Воображаемый друг» Гайнан обсуждает находящуюся рядом туманность с лейтенантом-коммандером Дейтой в баре «Ten-Forward». В следующем эпизоде, «Я, Борг», Гайнан возражает против присутствия борг, известного как Хью, на «Энтерпрайзе-D». Дальнейшие открытия предыстории Гайнан сделаны в финале сезона, первой части серии «Развилка времён», когда после путешествия в Сан-Франциско 19-го века, Калифорния, Дейта обнаруживает фотографию Гайнан в местной газете. Между тем, на «Энтерпрайзе-D» Гайнан советует Пикару, что он должен возглавить выездную команду, чтобы преодолеть временный разрыв, чтобы сохранить Дейту в прошлом.
В центре сюжета второй части эпизода «Развилка времён», открывшей шестой сезон, Гайнан впервые встречается с Пикаром в своей временной линии и работает с ним и Марком Твеном, чтобы предотвратить заговор пришельцев Девидии II . В серии «Сорванцы», вместе с Пикаром, Ро и Кейко О’Брайен (Розалинда Чао), становится детьми после несчастного случая с телепортацией. Её последнее появление состоялось в серии «Подозрения», где она консультирует доктора Беверли Крашер (Гейтс Макфадден) о том, стоит ли доверять её инстинктам, когда учёный Ференги убит во время эксперимента на борту.

## Мнение критиков и комментарии
«Это был один из моих величайших опытов, я уже говорила об этом на шоу раньше, «Звездный путь» был одним из самых замечательных событий от начала до конца. Это было лучшее, лучшее, лучшее время - лучшее время за всю мою жизнь»
Дэни Рот в статье для Syfy Wire о наиболее важных моментах Гайнан описал её как «совершенно точно одного из лучших персонажей в истории Звездного пути». Его список моментов состоял из момента в серии «Критерий человека», где Гайнан объясняет рабство Пикару; время, когда она нанесла удар Кью вилкой в серии «Опять Кью»; беседа с коммандером Райкером в серии «Лучший из двух миров», часть вторая; и отсутствие у неё симпатии к борг, в серии «Я, Борг». Рот утверждал, что его любимый момент наступил во второй части серии «Развилка времён», где она и Пикар попали в пещеру, и сексуальное напряжение между парой, сравнивая отношения между Ривер Сонг и Доктором в Докторе Кто, где они встречаются впервые.
Терри Дж. Эрдманн и Паула М. Блок в своей книге «Звездный путь 101» 2008 года утверждают, что ключевой эпизод Гайнан — «Вчерашний Энтерпрайз». Они описывают её роль в эпизоде как роль греческого Хора: она объясняет, что во временной линии произошли изменения.
Знаменитый кинокритик Роджер Эберт назвал Гайнан «главным мистиком Энтерпрайза».
Её эпизод «Сорванцы» имел рейтинг 13,5, превзойденный позже в сезоне сериями «Аквиэль» (14,1) и «Линия судьбы» (13,8) в 6-м сезоне. Это оказалось поворотным моментом для «Следующего поколения», поскольку только финал 7-го сезона (и всего сериала), превзошел серию «Сорванцы». Несмотря на то, что франшиза все ещё пользовалась огромной популярностью, она потеряла миллионы зрителей в конце 1990-х годов. Пилот сериала «Глубокий космос 9» «Эмиссар», вероятно, был единственной серией «Глубокого космоса 9», которая имела более высокие рейтинги (18,8), чем этот поворотный момент в 6 сезоне (следует обратить внимание, что «Глубокий космос 9» вышел во время второй половины 6 сезона «Следующего поколения»). Первый эпизод с Гайнан, «Дитя», имел рейтинг Нильсена 10,9. Хотя «Глубокий космос 9» был не так популярен, он был в некотором отношении более признан критиками. В конце 1990-х также наблюдался рост производства Звездный путь, в том числе выпуск трех фильмов «Следующего поколения» и запуск «Вояджера», в то время как «Глубокий космос 9» был ещё в эфире.
«Лучшее из обоих миров, часть I» заняло 70-е место в «100 величайших эпизодах телепрограммы всех времен». В 2002 году «Звездный путь: Следующее поколение» занял 46-е место в списке «50 величайших телепередач за все время», и в 2008 году занял 37-е место в списке Empire 50 величайших телевизионных шоу.
«Вчерашний Энтерпрайз» был оценен как лучший эпизод Следующего поколения в Entertainment Weekly.
В 2016 году SyFy назвал Гайнан одним из 21 самых интересных второстепенных персонажей Звездного пути. В 2017 году веб-сайт IndieWire назвал Гайнан третьим лучшим персонажем в «Звездном пути: Следующее поколение», отметив её как «очаровательного персонажа». Летом 2019 года Screen Rant предположил, что Гайнан могла бы легко получить свой собственный сериал. Так как персонажу сотни лет, будет много, много историй, чтобы их рассказать. В 2018 году CBR назвал Гайнан восьмым лучшим второплановым персонажем из всех сериалов «Звездного пути».
В 2018 году Screen Rant назвал Гайнан одним из восьми самых могущественных персонажей «Звездного пути», отметив, что «Гайнан — одна из величайших загадок Звездного пути». В июле 2019 года Screen Rant назвал Гайнан 7-м самым умным персонажем Звездного пути.